# 王玉珍 (歌唱家)
王玉珍（1935年—），女，湖北沔阳人，中国女高音歌唱家。第三、五届全国人大代表、北京市人大第八、九届代表。

## 生平
14岁时进入湖北省文化艺术工作团（后为湖北歌剧团），后随团在湖北农村接触和演唱了大量民歌。1959年，王玉珍在歌剧《洪湖赤卫队》中扮演女主角韩英，并演唱其中的歌曲《洪湖水浪打浪》，因而名扬全国，得到当时包括总理周恩来在内的众多中国领导人的高度赞赏。该剧随后被改编成同名电影，王玉珍继续在其中饰演女主角。1981年，王玉珍进入中央音乐学院声乐系任教。